# ستاره ملکی
ستاره ملکی بازیگر سینما و تئاتر اهل ایران است.

## زندگی
ملکی در پی حضور بدون حجاب اجباری در کافه مجبور به فرار از ایران شد و هم‌اکنون ساکن شهر برلین در آلمان است.

## حرفه

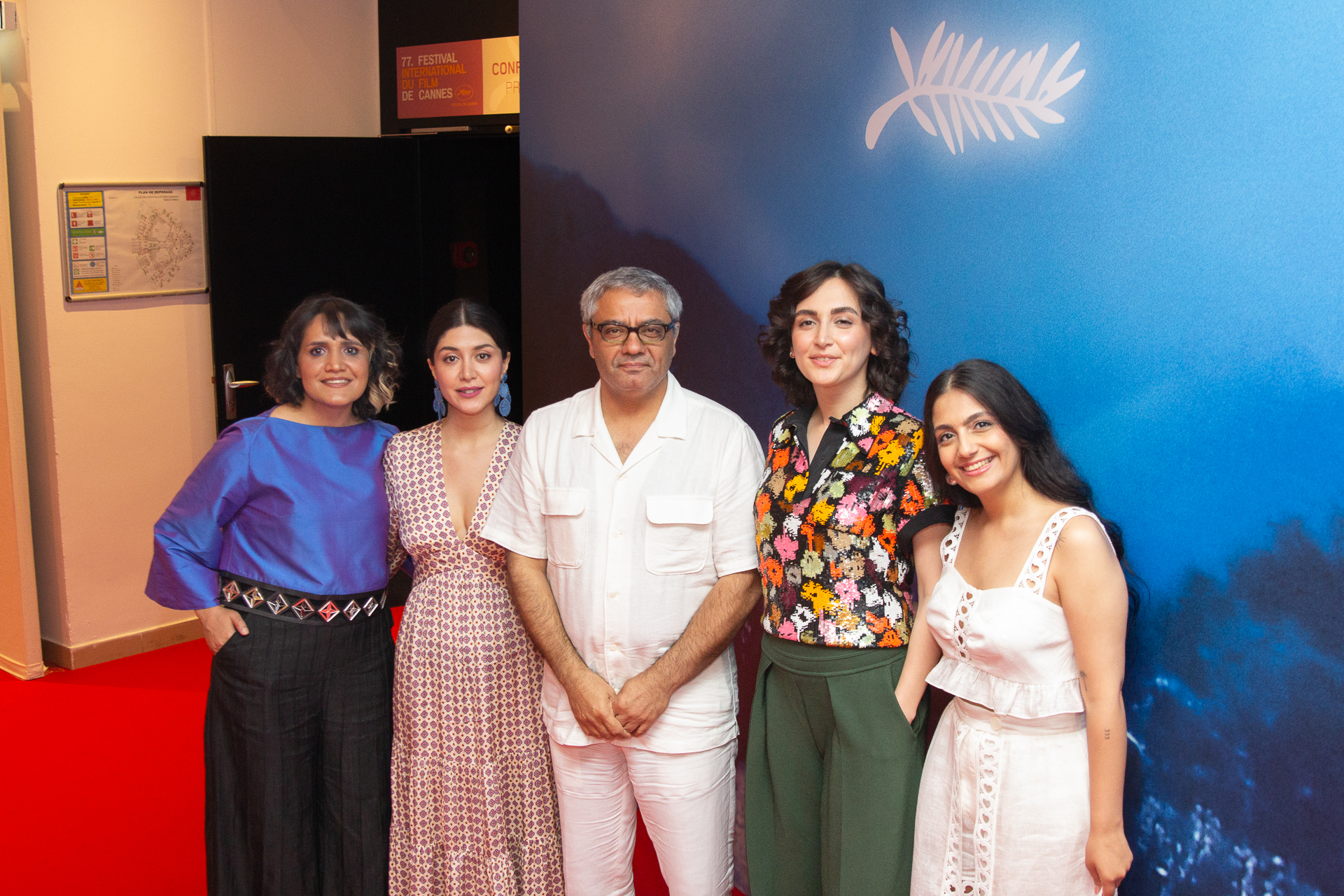
عوامل فیلم در جشنواره کن ۲۰۲۴. از راست به چپ: ستاره ملکی، مهسا رستمی، محمد رسول‌اف، نیوشا اخشی، آمینه آرانی.

او به خاطر بازی در فیلم دانه انجیر معابد، همراه با کارگردان این فیلم، محمد رسول‌اف مجبور به ترک ایران شد و در جشنواره کن حضور داشت. ملکی دربارهٔ شرایط ساخت این فیلم گفت: «سخت‌تر از چیزی که بتوانید فکرش را بکنید. گروه ما ۳۰ نفره و کوچک بود تا بتوانیم امنیت را حفظ کنیم. همین باعث می‌شد کار بچه‌ها خیلی سخت‌تر شود. چون هرکس به اندازه چند نفر کار می‌کرد.» در این جشنواره دو بازیگر دیگر فیلم سهیلا گلستانی، میثاق زارع اجازه خروج نگرفتند و تصاویرشان توسط بازیگران نمایش داده شد.
از دیگر آثاری که او در آن ایفای نقش کرده است فیلم کافه از جمله فیلم‌های بدون مجوز و زیرزمینی در ایران است. فیلم «کافه» دومین فیلم بلند نوید میهن‌دوست پس از فیلم «هرچی خدا بخواد» است.

### سینمایی
- دانه انجیر معابد[۸][۹][۲][۱۰][۱۱] در این فیلم سهیلا گلستانی، میثاق زارع، مهسا رستمی، و ستاره ملکی به‌عنوان بازیگران فیلم معرفی شده‌اند و سینما آرته فرانسه و هامبورگ شلسویگ-هولشتاین شرکت‌های تولید کنندهٔ آن هستند.[۱۲] ملکی بازیگر نقش ثنا، یکی از نقشهای اصلی فیلم است.[۳][۱۳] ویدیوی اعتراضی صریح و تند او بر مزار پدرش در روزهای همه‌گیری ویروس کرونا در انتقاد از عملکرد مسئولان حکومت جمهوری بسیار پربیننده بود.[۳] ستاره ملکی که خودش هم در اعتراضات مهسا امینی شرکت داشته، در فیلم دانه انجیر معابد نماینده نسل زد در ایران را بازی می‌کند.[۱۳]
- کافه[۱۴][۷]
- باغ فردوس ۵ بعد از ظهر[۱۵]
- دربند[۱۶]